# 1812 en santé et médecine
| Années de la santé et de la médecine : 1809 - 1810 - 1811 - 1812 - 1813 - 1814 - 1815    |
| Décennies de la santé et de la médecine : 1780 - 1790 - 1800 - 1810 - 1820 - 1830 - 1840 |

Cet article présente les faits marquants de l'année 1812 en santé et médecine.

## Événements
- Janvier : première parution du The New England Journal of Medicine[1].
- 21 janvier : John Parkinson et son père James, dans un article lu devant la Medical and Chirurgical Society of London (en), décrivent pour la première fois l'appendicite et la péritonite[2].

- Après 1812 : disparition de l'école provisoire de médecine de Mayence, qui remplaçait la faculté de médecine supprimée en 1798 avec l'ensemble de l'université[3].
- James Barry, né sous le nom de Margaret Ann Bulkley, devient la première femme à obtenir son doctorat en médecine de l'University of Edinburgh Medical School[4].

## Publications
- Benjamin Rush : Medical Inquiries and Observations upon the Diseases of the Mind, (Recherches et observations médicales sur les maladies de l'esprit ), Philadelphie, le premier manuel de psychiatrie américain.